# Givenchy-en-Gohelle

Givenchy-en-Gohelle este o comună în departamentul Pas-de-Calais, Franța. În 1 ianuarie 2022 avea o populație de 2.049 de locuitori.